# Leopold Heyrovský (právník)
Leopold Heyrovský (14. listopadu 1852 České Budějovice – 17. února 1924 Praha) byl český právník, rektor Univerzity Karlovy, profesor římského práva, zakladatel české romanistiky a otec prvního českého nositele Nobelovy ceny Jaroslava Heyrovského.

## Život
Narodil se v rodině soudního rady Adolfa Heyrovského, syna rokycanského purkmistra Ferdinanda Šimona Heyrovského. Strýc Jan Heyrovský, známý lesnický odborník, byl švagrem Františka Palackého. Absolvoval českobudějovické gymnázium. Poté pokračoval v rodinné tradici a v roce 1872 nastoupil na právnickou fakultu Karlo-Ferdinandovy univerzity v Praze, kde roku 1876 získal titul doktora práv. Následovala studijní cesta do Mnichova a Berlína, při níž mj. navštěvoval přednášky známého romanisty Theodora Mommsena a definitivně se rozhodl věnovat právní historii. Roku 1878 se v Praze habilitoval v oboru římského práva. Po rozdělení univerzity se v roce 1882 stal prvním profesorem římského práva na české právnické fakultě, nejdříve jako mimořádný, od roku 1890 už působil jako profesor řádný. Pro účely výuky vydal první česky psanou učebnici římského práva Instituce římského práva, která později vycházela v přepracované a rozšířené podobě pod názvem Dějiny a systém soukromého práva římského.
V roce 1883 se oženil s Klárou Hanlovou, praneteří královéhradeckého biskupa Karla Boromejského Hanla, měli spolu pět dětí, tři dcery Kláru, provdanou za Arnošta Hofbauera, Marii a Helenu a dva syny Jaroslava a Leopolda. Kromě učebnic hojně publikoval v odborných časopisech jako byl Právník, Athenaeum nebo ve Sborníku věd právních a státních, napsal také řadu hesel do Ottova slovníku naučného. Snažil se pomáhat studentům, byl členem kuratoria Hlávkovy koleje, předsedou akademické Mensy a kurátorem nadace starající se o stravování nemajetných studentů. Byl proto zvolen čestným členem studentského spolku Všehrd. Působil také jako děkan fakulty a v letech 1908–1909 rektor celé univerzity, kterou však musel v roce 1918 načas a poté od roku 1922 trvale z důvodu těžké nemoci opustit. Patřil mezi přátele Tomáše Masaryka, za Rakouska-Uherska podporoval samosprávu Čech a později samostatnost Československa. Byl členem Královské české společnosti nauk a dlouholetým předsedou České akademie pro vědy, slovesnost a umění.

## Dílo
- Dějiny a systém soukromého práva římského (původně pod názvem Instituce římského práva; 1886, 1894, 1901, 1910, 1921, 1929). Dostupné online.
- Právo pandektové (1900)
- Právní dějiny římské (1905)
- Římský proces civilní (1906, 1919, 1920, 1925)